# Sal Mineo
Salvatore Mineo Jr. (Bronx, Nova York, 10 de Janeiro de 1939 - West Hollywood, Califórnia, 12 de Fevereiro de 1976) foi um ator estadunidense de origem italiana, conhecido por ser um dos primeiros atores que assumiu publicamente a sua bissexualidade nos anos 1960.

## Biografia

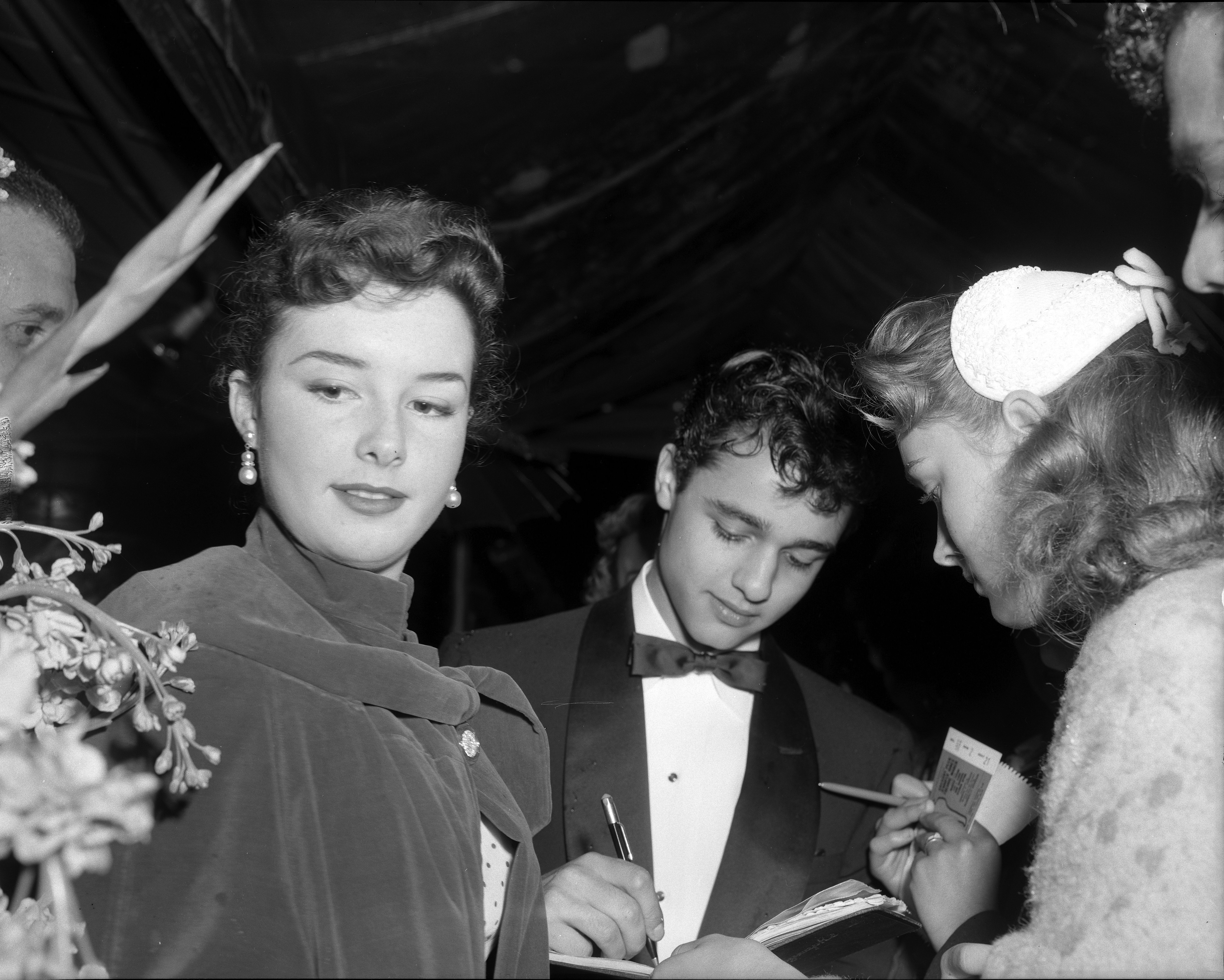
Sal Mineo e Gigi Perreau distribuindo autógrafos em 1956

Filho de pais sicilianos, Salvatore Mineo e Josephine, que fabricavam caixões nos Estados Unidos, desde pequeno queria ser ator, e sempre foi apoiado pela sua mãe, que o matriculou numa escola de dança e teatro.[carece de fontes?] Muito pequeno, estreou na Broadway em uma ponta em A Rosa Tatuada, com Maureen Stapleton e interpretando o jovem príncipe Yul Brynner no musical O Rei e eu. A partir de 1951, começou a aparecer também na televisão antes de fazer sua estreia no cinema em 1955, no filme Pevney Joseph Six Bridges to Cross, onde superou Clint Eastwood para ficar com o papel. Seu primeiro grande sucesso veio em Juventude Transviada, filme estrelado por James Dean, onde estrelou John Plato Crawford, jovem problemático. Este desempenho resultou em uma indicação ao Oscar de melhor ator coadjuvante e logo sua popularidade aumentou. O biógrafo Paul Jeffers contou que Mineo recebeu milhares de cartas de jovens fãs do sexo feminino, foi assediado por elas em aparições públicas e ainda escreveu "Ele namorou as mulheres mais bonitas de Hollywood e Nova York." Até o final dos anos 1950 o ator era uma celebridade, por vezes referido como o "Switchblade Kid", um apelido que ele ganhou de seu papel como um criminoso no filme Crime nas Ruas. 
Ele atuou como o baterista Gene Krupa, no filme The Gene Krupa Story, dirigido por Don Weis e estrelado ainda por Susan Kohner, Darren James e Oliver Susan. Em 1960 estrelou Exodus, como um emigrante judeu, pelo qual ganhou um Globo de Ouro de melhor ator-coadjuvante, e recebeu pela segunda vez uma indicação ao Oscar como Melhor Ator Coadjuvante.
Mas com o passar dos anos, Mineo não conseguia mais fazer papeis de jovem rebelde, e os trabalhos foram se tornando mais escassos. Junto a isso, os rumores de homossexualidade rondavam sua carreira, dificultando seu trabalho. Foi o modelo que o artista plástico Harold Stevenson usou para pintar The New Adam (1963), um nu tradicional da cultura americana.[carece de fontes?]

### Música
Em 1957, Mineo fez uma breve incursão na música pop gravando um punhado de canções e um álbum. Dois de seus singles chegaram no Top 40 nos Estados Unidos, Billboard Hot 100. O single mais popular, "Start Movin (In My Direction)", alcançou a posição 9 na Billboard's pop.[carece de fontes?] Ele vendeu mais de um milhão de cópias e foi premiado com um disco de ouro. 

## Morte

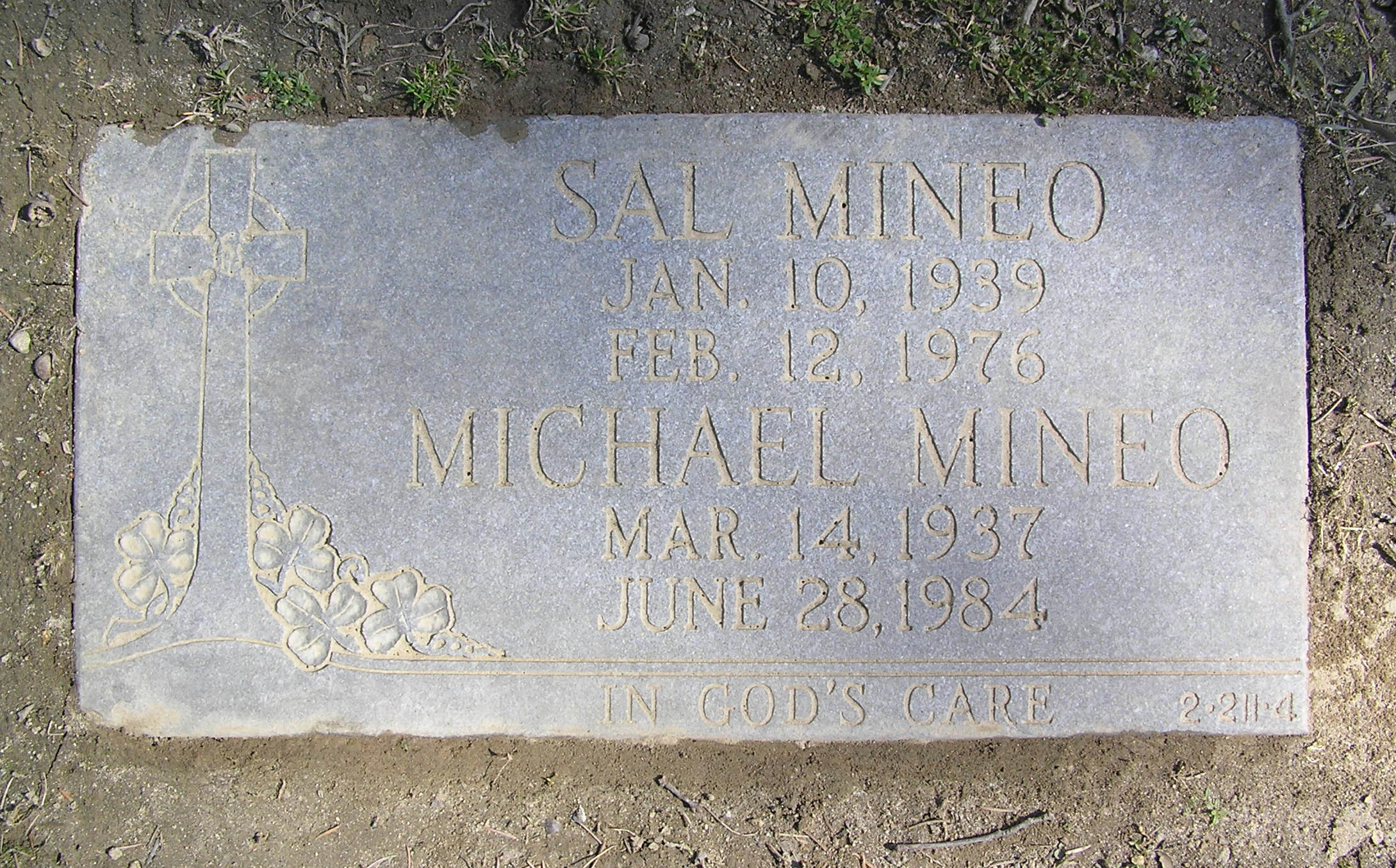
A lápide de Sal Mineo no Cemitério Porta do céu em Nova York.

Chegando em casa depois de um ensaio em 12 de fevereiro de 1976, Mineo levou apenas uma facada de um assaltante, mas acertou o seu coração e teve morte instantânea. Seu restos mortais foram sepultados na Porta do Céu Cemitério em Hawthorne, Nova Iorque. Três anos depois do seu assassinato, a polícia prendeu Lionel Ray Williams, acusado de ser o assassino, apesar dele dizer que nunca havia visto Mineo. Testemunhas diziam que o assaltante era branco, e Williams era negro.

## Filmografia
| Ano  | Filme                              | Papel                           | Notas                                                                               |
| ---- | ---------------------------------- | ------------------------------- | ----------------------------------------------------------------------------------- |
| 1955 | Six Bridges to Cross               | Jerry (menino)                  |                                                                                     |
| 1955 | The Private War of Major Benson    | Cadete Sylvester Dusik          |                                                                                     |
| 1955 | Rebel Without a Cause              | John "Plato" Crawford           | Indicado Oscar de melhor ator coadjuvante                                           |
| 1956 | Crime in the Streets               | Angelo "Baby" Gioia, ou Bambino |                                                                                     |
| 1956 | Somebody Up There Likes Me         | Romolo                          |                                                                                     |
| 1956 | Assim caminha a humanidade         | Angel Obregón II                |                                                                                     |
| 1956 | Rock, Pretty Baby                  | Angelo Barrato                  |                                                                                     |
| 1957 | Dino                               | Dino Minetta                    |                                                                                     |
| 1957 | The Young Don't Cry                | Leslie "Les" Henderson          |                                                                                     |
| 1958 | Tonka                              | Touro Branco                    |                                                                                     |
| 1959 | A Private's Affair                 | Luigi Maresi                    |                                                                                     |
| 1959 | The Gene Krupa Story               | Gene Krupa                      |                                                                                     |
| 1960 | Exodus                             | Dov Landau                      | Vencedor Globo de Ouro - Ator coadjuvante Indicado Oscar de melhor ator coadjuvante |
| 1962 | Escape from Zahrain                | Ahmed                           |                                                                                     |
| 1962 | The Longest Day                    | Soldado Martini                 |                                                                                     |
| 1964 | Cheyenne Autumn                    | Red Shirt                       |                                                                                     |
| 1965 | The Greatest Story Ever Told       | Urias                           |                                                                                     |
| 1965 | Who Killed Teddy Bear              | Lawrence Sherman                |                                                                                     |
| 1969 | Krakatoa, East of Java             | Leoncavallo Borghese            |                                                                                     |
| 1969 | 80 Steps to Jonah                  | Jerry Taggart                   |                                                                                     |
| 1971 | Escape from the Planet of the Apes | Dr. Milo                        |                                                                                     |